# NGC 1557
NGC 1557 je otvoreni skup u zviježđu Maloj vodenoj zmiji. 

## Vanjske poveznice
- SEDS: NGC 1557